# Alberto Ablondi
Alberto Ablondi (Milão, 18 de dezembro de 1924 — Livorno, 21 de agosto de 2010) foi um bispo católico italiano da Diocese de Livorno, Itália.